# Bache
Bache är en civil parish och en stadsdel i Chester i Storbritannien.   Den ligger i kommunen Cheshire West and Chester i riksdelen England, i den södra delen av landet, 260 km nordväst om huvudstaden London. Antalet invånare är 307.